# آگرا (کانزاس)
آگرا (به انگلیسی: Agra) شهری در ایالت کانزاس کشور ایالات متحده آمریکا است که جمعیت آن در سرشماری سال ۲۰۱۰ میلادی، ۲۶۷ نفر بوده‌است.